# Pedro Pablo Dartnell
Pedro Pablo Dartnell Encina (Linares, 24 de diciembre de 1874-26 de septiembre de 1944) fue un militar chileno, miembro de la Junta de Gobierno de 1925. Entre 1924 y 1925 ejerció como Inspector general del Ejército chileno.

## Biografía
Nació en la ciudad de Linares en 1874. Hijo del irlandés Robert Loder Dartnell y Carmen Encina Ibáñez. En 1885 se le aceptó como cadete en la Escuela Militar. Durante la Guerra Civil de 1891, sirvió como subteniente en el Cuerpo de Ingenieros Militares, y se unió al Ejército Congresista. Participó en las batallas de Concón y Placilla. El mismo año, fue ascendido a teniente, y luego a capitán. Después del final de la guerra, estudió Ingeniería Civil en la Universidad de Chile. Con la gran reforma del Ejército de Chile, fue enviado a especializarse a Europa.
En enero de 1900, fue promovido a mayor, y comandante de los Ingenieros Militares. Tres años después, ya era un comandante. En 1905 fue destinado a la Armada para ayudar a diseñar las fortificaciones militares del puerto de Talcahuano.
En 1910 fue enviado nuevamente a Europa, esta vez como estudiante en la École de Guerre en París. Durante su estadía en Francia, tomó un interés activo en el Servicio Aéreo Francés, y preparó un informe que se convirtió en la base de la creación de la Aeronáutica Militar, con la fundación de la Escuela de Aeronáutica Militar  en 1913, la que junto a las capacidades aeronáuticas de la Armada de Chile, conformaron la Fuerza Aérea Nacional en 1930, la que posteriormente pasó a llamarse Fuerza Aérea de Chile.
Ya como coronel, en 1914, fue comandante de telecomunicaciones e inspector de aeronáutica. En 1919 fue ascendido a general director de la Aeronáutica Militar, y en el mismo año fue promovido a brigadier general, y como tal, desempeñó los cargos de comandante de la II, III y IV divisiones del Ejército entre 1920 y 1924. 
El 28 de noviembre de 1924 fue promovido a inspector general del Ejército, título que retuvo hasta el 23 de enero de 1925. En dicha fecha, un grupo de jóvenes oficiales le entregó el poder ejecutivo que depuso a la Junta de Septiembre, pero declinó continuar con el poder en solitario, optando por convertirse en uno de los miembros de la Junta de Enero, que tomó el poder de la nación unos días más tarde.
Se retiró del Ejército el 15 de junio de 1926. Fue designado senador por la Sexta Agrupación Provincial "Talca, Linares y Maule" en el marco del Congreso Termal, para el periodo 1930-1938; integró y presidió la Comisión Permanente de Ejército y Marina y fue senador reemplazante en la Comisión Permanente de Higiene y Asistencia Pública. Desempeñó el cargo hasta el golpe de Estado de 1932, tras el cual se disolvió el Congreso Nacional.
Se casó con Josefina Matte Amunátegui (hija del político conservador Ricardo Matte Pérez), con quien tuvo un hijo y tres hijas.